# Amédée Pigeon
Amédée Pigeon (* 22. Januar 1851 in Paris; † 1905 ebenda) war ein französischer Journalist, Kunstkritiker und Schriftsteller.
Pigeon war der Neffe des Historikers Gaston Boissier.
Als Kunstkritiker schrieb Pigeon meistenteils für die Zeitschrift Gazette des Beaux-Arts; ein großer Schwerpunkt seiner Themen waren dabei die zeitgenössische deutsche und englische Kunst. Charles Blanc, der Gründer dieser Zeitschrift, unterstützte und förderte ihn.
Die rein journalistischen Arbeiten Pigeons waren fast ausschließlich in der Zeitung „Le Figaro“ zu lesen. 1876 konnte Pigeon auch als Lyriker erfolgreich debütieren. Über den Komponisten Paul Vidal machte Pigeon Bekanntschaft mit einigen Parnassiens. Aber auch der Verleger Alphonse Lemerre wurde auf ihn aufmerksam und nahm einige seiner Gedichte in die später berühmt gewordene Anthologie Le Parnasse contemporain mit auf. Heute zählt man Pigeon ebenfalls zum Umfeld dieser literarischen Vereinigung.
Als sich die politische Lage nach dem Deutsch-Französischen Krieg entspannte, nahm Pigeon einen Ruf als Dozent für französische Sprache an die Universität Bonn an. Von dort aus holte ihn Jules Laforgue nach Berlin. Pigeon wurde dann dessen Nachfolger als „Privatlehrer für französische Sprache“ bei Augusta, der Ehefrau des deutschen Kaisers Wilhelm I.

## Werke (Auswahl)
Belletristik
- L’amours dans les enfers. Comédie en un acte. Heugel, Paris 1892 (zusammen mit Paul Vidal).
- La confession de Mme de Weyre. Roman moderne. Paris 1886.
- Les deux amours. Poésies. 1876.
- Une femme jalouse. Roman moderne. Librairie illustrée, Paris 1888.

Sachbücher
- L’Allemagne de M. de Bismarck. Giraud, Paris 1885.
- Une ami du peuple. La Bretagne en 1848. Colin, Paris 1896.
- Gabriel d’Annunzio. Poète et romancier italien. Paris 1892.
- Le mouvement des arts en Allemagne. Sebastiano del Piombo. Paris 1887.